# Michel Faber
Michel Faber (ur. 13 kwietnia 1960 w Hadze) – australijski pisarz urodzony w Holandii. 

## Życiorys
Do 7 roku życia mieszkał w Holandii, skąd przeniósł się z rodziną do Australii. Od 1993 mieszka w Szkocji i pisze po angielsku.
Debiutował w 1999 zbiorem opowiadań Some Rain Must Fall. Pierwsza powieść Pod skórą (Under the Skin) ukazała się w 2000. Dwa lata później wydał postmodernistyczną Dickensowską powieść o prostytutce żyjącej w wiktoriańskim Londynie Szkarłatny płatek i biały (The Crimson Petal and the White), która okazała się światowym bestsellerem. Napisał ponadto nowele The Hundred and Ninety-nine Steps i The Courage Consort. Kolejny zbiór opowiadań The Fahrenheit Twins wydano w 2005.